# Choristopanorpa drinnani
Choristopanorpa drinnani   (лат.) — ископаемый вид скорпионниц рода Choristopanorpa из семейства Parachoristidae (Triassochoristidae). Обнаружен в нижнемеловых отложениях Австралии ( штат Виктория, Koonwarra, аптский ярус, около 120 млн лет). Длина переднего крыла 7 мм.
Вид Choristopanorpa drinnani был впервые описан по отпечаткам в 1986 году вместе с Prochoristella leongatha, Cretacoformica explicata, Tarwinia australis, Atherimorpha festuca, Cretacochorista parva, Duncanovelia extensa, Edgariekia una, Eoichneumon duncanae, Westratia nana (Praeaulacidae). Включён в состав рода Choristopanorpa Riek 1950 вместе с видами Choristopanorpa bifasciata, Choristopanorpa opinata, Choristopanorpa ridibunda, Choristopanorpa temperata.